# كول غرين
كول غرين (بالإنجليزية: Cole Green)‏ هو لاعب كرة قاعدة أمريكي، ولد في 4 مايو 1989 في ويتشيتا فولز في الولايات المتحدة.

## وصلات خارجية
- كول غرين على موقعبيزبول رفرنس.كوم (الدوري الثانوي) (الإنجليزية)